# Примусова монополія
В економіці і діловій етиці, примусова монополія (англ. Coercive monopoly; compulsory monopoly) є фірма, яка здатна підвищувати ціни й ухвалювати виробничі рішення, без ризику конкуренції, яка може відтягнути її клієнтів. Примусова монополія не є єдиним постачальником певного виду товару чи послуги (монополія), але це монополія, де немає можливості конкурувати з нею за допомогою таких засобів, як цінова конкуренція, технологічні або продуктові інновації, або маркетинг; вхід до сфери діяльності закритий. Оскільки примусова монополія надійно захищена від можливості конкуренції, вона здатна ухвалювати рішення щодо ціноутворення та виробництва з гарантією того, що конкуренція не виникне. Це випадок ринку без конкуренції. Примусова монополія має дуже мало стимулів підтримувати ціни на низькому рівні та може свідомо підвищувати ціни для споживачів, скорочуючи виробництво. Крім того, за словами економіста Мюррея Ротбарда, «примусовий монополіст має тенденцію виконувати свою роботу погано і неефективно».
Чи можуть виникнути примусові монополії на вільному ринку, або вони вимагають втручання уряду — є точкою певних розбіжностей. Прихильники вільних ринків стверджують, що єдиним можливим способом закриття бізнесу у якийсь сфері і, отже, спроможності підвищувати ціни без конкурентних сил, тобто бути примусовою монополією, може бути зроблено за допомогою уряду через обмеження конкуренції. Стверджується, що без урядової конкуренції фірма повинна підтримувати низькі ціни, тому що якщо вони підтримуватимуть невиправдано високі ціни, вони будуть залучати інших до виходу до сфери діяльності, щоб конкурувати. Іншими словами, якщо монополія не захищена від конкуренції за допомогою державного втручання, вона все ще стоїть перед потенційною конкуренцією, так що існує стимул підтримувати ціни на низькому рівні та стримувати ціни (наприклад, конкурентний тиск все ще існує в непримусовій монопольній ситуації). Інші, такі як деякі бізнес-етики, вважають, що вільний ринок може виробляти примусові монополії.